# Jorge Molina Vidal
Jorge Molina Vidal (Alcoi, 22 de abril de 1982) é um ex-futebolista espanhol que atuava como atacante. Seu último clube foi o Granada.

## Carreira
Jorge Molina começou a carreira no Alcoyano.

## Títulos
Betis
- Segunda Divisão Espanhola: 2010–11, 2014–15[1]